# قرار مجلس الأمن التابع للأمم المتحدة رقم 72
قرار مجلس الأمن التابع للأمم المتحدة رقم 72، الذي تم تبنيه في 11 أغسطس 1949، بعد تلقي تقرير من وسيط الأمم المتحدة بالإنابة في فلسطين حول استكمال مسؤولياته، قررت الأمم المتحدة تكريم الراحل الكونت فولك برنادوت، القائم بأعمال الوسيط آنذاك الدكتور رالف ج. بانش والضباط البلجيكيين والفرنسيين والسويديين والأمريكيين الذين خدموا في هيئة الأركان وكمراقبين عسكريين في فلسطين.
لم يتم إجراء تصويت حيث تم اعتماد القرار.